# تاتيانا جيفانوفيتش
تاتيانا جيفانوفيتش مواليد 6 أغسطس 1990 في كرالييفو، جمهورية يوغوسلافيا الاشتراكية الاتحادية، هي لاعبة كرة سلة صربية. بدأت مسيرتها الاحترافية في سنة 2005. تلعب مع نادي ليماسول لكرة السلة في الدوري القبرصي لكرة السلة للسيدات كلاعب وسط. حققت المركز الثاني في كرة السلة في ألعاب البحر الأبيض المتوسط 2009. لعبت مع نادي فوجدوفاك لكرة السلة للسيدات.

## الميداليات
| الميدالية | المسابقة                                     |
| --------- | -------------------------------------------- |
| فضية      | كرة السلة في ألعاب البحر الأبيض المتوسط 2009 |

## روابط خارجية
- تاتيانا جيفانوفيتش على موقع كرة السلة الأوروبية.كوم (الإنجليزية)